# Peter Medawar
Sir Peter Medawar (Petrópolis, 28 febbraio 1915 – Londra, 2 ottobre 1987) è stato un biologo e zoologo britannico, premio Nobel per la medicina nel 1960, insieme all'australiano Frank Macfarlane Burnet, per i suoi lavori su come il sistema immunitario rigetta gli organi trapiantati.

## Biografia
(Peter Medawar, Pluto's Republic, Oxford, 1982, p.263)

### I natali
Peter Brian Medawar nacque a Petrópolis, un sobborgo di Rio de Janeiro, il 28 febbraio 1915; la sua nascita fu registrata nel Consolato britannico, acquisendo lo status di cittadino inglese di nascita. Il padre, Nicholas Medawar, fu un uomo d'affari di origine libanese, che, trasferitosi a Londra alla ricerca di fortuna, fu naturalizzato suddito britannico; qui soggiornò per un breve periodo a pensione presso i Dowlings, dove conobbe la figlia maggiore della famiglia e sua futura moglie, Muriel. Dopo essersi trasferiti in Brasile, il padre divenne rappresentante di una ditta britannica produttrice di forniture dentistiche.
Verso la fine della prima guerra mondiale, la famiglia tornò in Inghilterra; così la madre decise che Peter Medawar ed il fratello Philip avrebbero studiato in Inghilterra, mentre lei ed il padre sarebbero tornati a Rio. I due furono quindi accuditi presso un collegio, dove iniziarono gli studi. La scuola si disgregò presto, così furono trasferiti in un altro collegio a Broadstairs, il St. Edward's College. Sin da piccolo, Medawar si interessò a temi scientifici, leggendo varie riviste, tra cui Benn’s Sixpenny Booklet e The Children’s Encyclopaedia, riguardanti gli atomi e l'universo. Al collegio privato di Marlborough, conobbe il Dr. Ashley Gordon Lowndes, insegnante di Biologia, grazie al quale si appassionò alla materia e che ebbe una grande influenza sulla sua vita. 
Nel 1932 si recò ad Oxford per intraprendere gli studi di Zoologia sotto l'ala del professor John Zachery Young presso il Magdalen College.

### Vita privata
La sua vita si complicò subito dopo la guerra, a causa di problemi familiari.
I genitori decisero di trasferirsi nuovamente in Inghilterra, in un seminterrato piuttosto cupo nel West Hampstead, dove il padre si ammalò di una depressione nostalgica che lo inabilitò del tutto. Quando il padre morì di un colpo apoplettico, la madre si sentì molto sola e trovò conforto nell'alcol; Medawar decise quindi che doveva essere visitata presso lo University College Hospital e la cura le fu di sollievo. Ella morì all'età di 85 anni. Nel 1937 Peter Medawar sposò Jean Shinglewood Taylor, figlia di un fisico di Cambridge, con la quale ebbe due figli, Charles e Alexander, e due figlie, Caroline e Louise; fu sempre devoto alla vita familiare, tanto che molti lo ricordavano costantemente circondato dai suoi bambini.

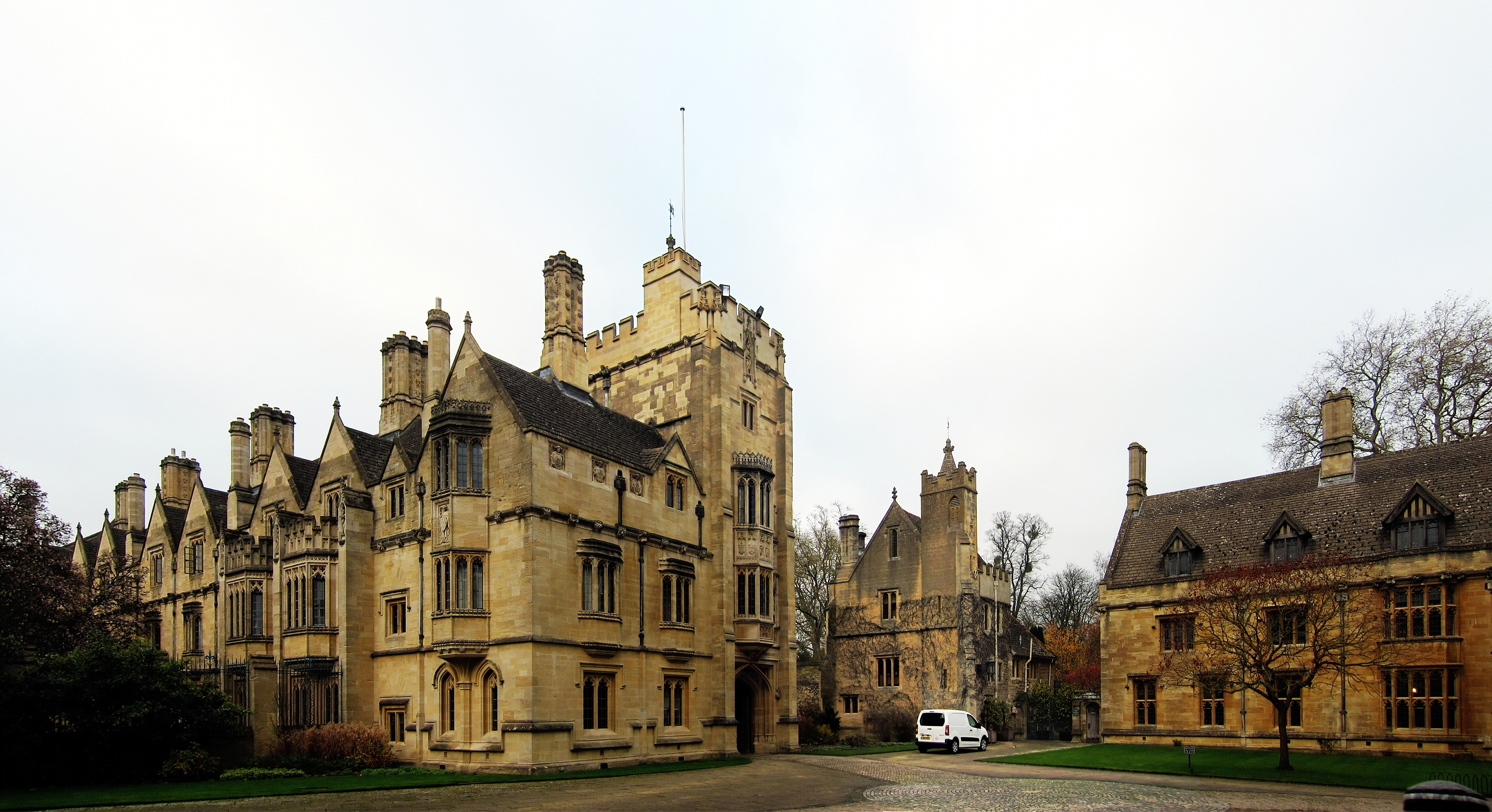
Magdalen College

### La carriera
Dopo la laurea, lavorò presso la School of Pathology di Sir Howard Florey. Nel 1935 fu allievo di Christopher Welch e Senior Demonstrator al Magdalen College, presso cui divenne membro nel 1938. Dopo aver ottenuto il Master of Arts nel 1939, fu Rolleston Prizeman nel 1942; divenne Senior Research Fellow nel 1944, presso il St John's College di Oxford ed University Demonstrator in Zoologia ed Anatomia comparata. Ottenne il titolo di Doctor of Science nel 1945 e l'anno successivo fu eletto Fellow del Magdalen College.
Nel 1947 divenne Direttore del dipartimento di Zoologia presso l'Università di Birmingham e fu affiancato nella ricerca da Rupert Everett Billingham, con cui formulò il concetto di tolleranza acquisita attivamente; per questo motivo, fu eletto Fellow della Royal Society. Nel 1951 si trasferì a Londra, dove ricoprì il medesimo ruolo allo University College; continuò le sue ricerche collaborando anche con Leslie Brent. Dalla metà degli anni cinquanta partecipò a vari congressi organizzati da immunologi e contribuì alle pubblicazioni scientifiche. Soggiornò per un breve periodo anche in America presso l'Università Rockefeller, a quei tempi il principale centro di ricerche biomediche a livello mondiale, dove tenne numerose conferenze e conobbe alcuni grandi scienziati dell'epoca, tra cui gli scopritori del DNA, Colin Macleod e Maclyn McCarty.
Nel 1959 la Royal Society di Londra, dove fu Croonian Lecturer nel 1958, gli conferì la Royal Medal e nello stesso anno divenne Reith Lecturer nella British Broadcasting Corporation. Nel 1962 fu nominato Direttore del National Institute for Medical Research. Fu inoltre eletto membro esterno della New York Academy of Sciences, della American Academy of Arts and Sciences e della American Philosophical Society.

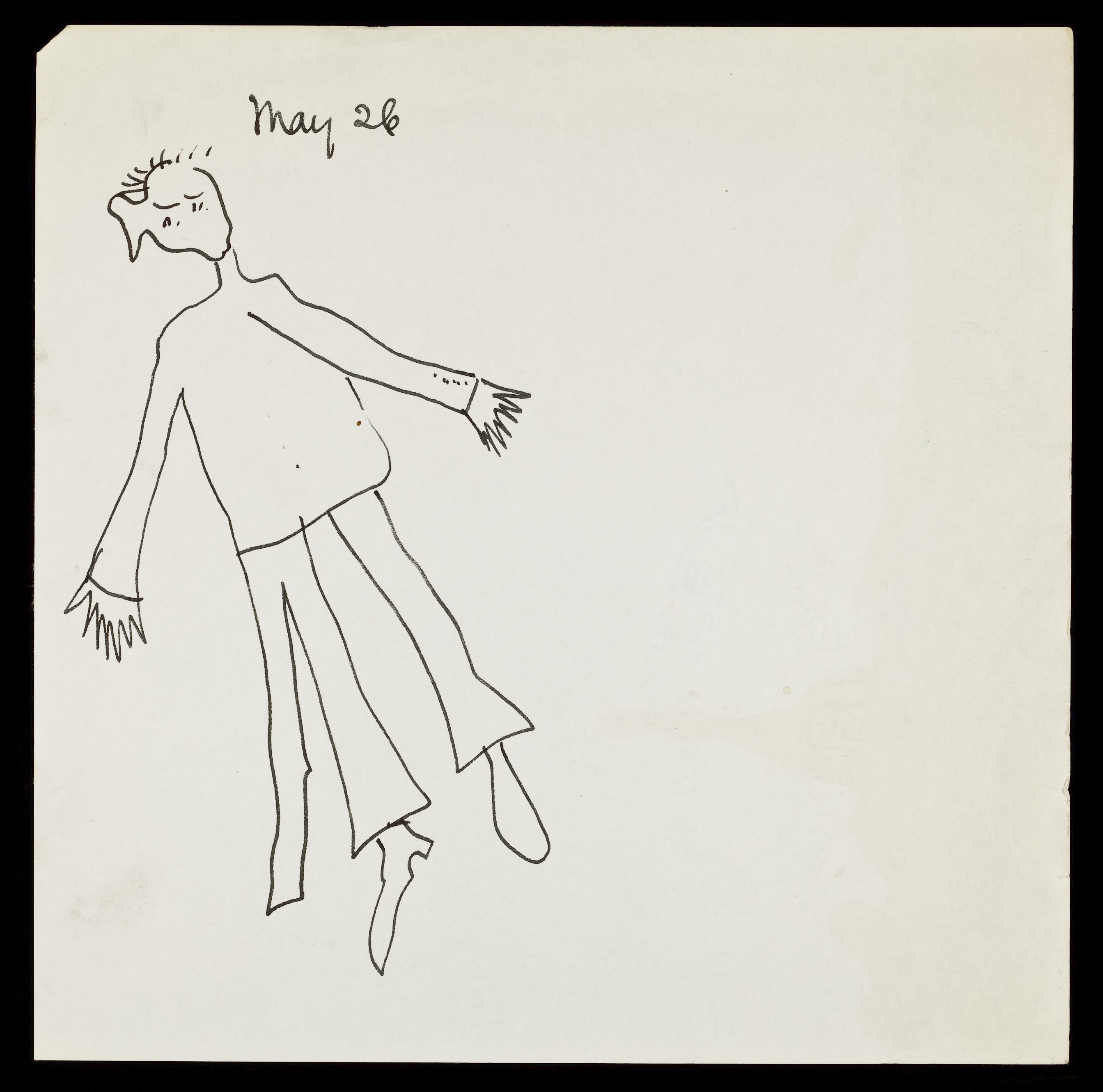
Autoritratto a seguito dell'emorragia cerebrale

### Gli ultimi anni
Nel 1969, durante la lettura di un Sermone religioso nella Cattedrale di Exeter, nelle vesti di Presidente della British Association of Science, Peter Medawar fu vittima di un'emorragia cerebrale; fu ricoverato presso il Middlesex Hospital di Londra durante il periodo di riabilitazione.
Riprese il suo lavoro di Direttore del Medical Research Council dopo qualche mese, ma l'accaduto ebbe inevitabilmente conseguenze negative sulla sua salute e gli obblighi amministrativi diventarono sempre più faticosi: i limiti del corpo prendevano il sopravvento sulla sua indipendenza di pensiero; abbandonò così la carica ricoperta per 9 anni e si trasferì al Clinical Research Centre, a circa un miglio da Harrow-on-the-Hill, per dedicarsi esclusivamente alla ricerca ed alla scrittura, tanto che produsse una serie di aforismi sulla vita in ospedale.
Morì a Londra, all'età di 72 anni il 2 ottobre 1987.

## La ricerca
(P. B. Medawar)

### Gli inizi
La Zoologia non appagò mai completamente le esigenze di Peter Medawar, che si interessò presto alla ricerca.
I primi interessi riguardarono le colture dei tessuti cutanei, i fattori che controllano la crescita ed i cambiamenti di forma che avvengono durante lo sviluppo degli animali, studiati mediante un'analisi matematica. Il giovane scienziato cercò di identificare nella coltura dei tessuti uno sconosciuto fattore presente nel malto che ritardava lo sviluppo dei fibroblasti, ma non ebbe alcun successo; tuttavia utilizzò le proprietà di tale fattore per la determinazione della funzione di crescita degli organismi:
{\displaystyle W=W_{0}e^{k_{1}e^{-k_{2}t}}}
dove:
- {\displaystyle W} è l'altezza;
- {\displaystyle t} è l'età;
- {\displaystyle k_{1}} è il tasso della velocità teorica di crescita;
- {\displaystyle k_{2}} è il tasso di diminuzione della velocità di crescita.

Si interessò poi ai cambiamenti di forma durante lo sviluppo, dell'uomo in particolare; tracciò allora la sagoma di un essere umano dallo stato fetale all'età adulta. Scrisse una tesi sui risultati ottenuti e gli fu offerto un dottorato, che però rifiutò. Studiò il fenomeno dell'invecchiamento e della sua evoluzione in un sistema di selezione naturale, pubblicando anche un articolo nella rivista The Modern Quarterly. Si appassionò anche al calcolo delle origini evolutive della metamorfosi che trasforma la larva asimmetrica dell'anfiosso nella simmetrica forma adulta.

### Gli anni della guerra
Lo scoppio della Seconda Guerra Mondiale nel 1939 indirizzò Peter Medawar allo studio sui trapianti di pelle umana, permettendogli di avvicinarsi per la prima volta alla Biologia medica.
Scoprì la prima “colla” biologica che ebbe un grande impiego in ambito sperimentale e clinico: il fibrinogeno, proteina presente nel plasma e deputata alla coagulazione del sangue; utilizzò così questa scoperta per unire nervi recisi. Collaborando strettamente con J. Z. Young, mise le sue conoscenze a disposizione della neurofisiologia e i due realizzarono una tecnica per fissare trapianti di nervi partendo da studi sulla rigenerazione nervosa di seppie e polpi.
I medici di guerra erano impotenti innanzi ad ustioni che causavano ai soldati perdite di cute: questa non si rimarginava ed eventuali trapianti risultavano imprese ardue, destinate a concludersi con il rigetto. Trattando la cute con la tripsina, riuscì a separare l'epidermide dal derma, tentando di ricoprire le zone soggette ad ustione con sospensioni di cellule epidermiche viventi, provenienti anche dalla poca pelle rimasta ai pazienti (autoinnesti); in realtà, non ebbero riscontri definitivi: con questo metodo non si arrestava il processo distruttivo della retrazione delle ferite. L'unica soluzione era il trapianto di cute proveniente da donatori volontari, effettuando omotrapianti, ma in questo caso il rigetto impediva di risolvere il problema. Medawar inviò una domanda al Comitato per i Feriti di Guerra del Medical Research Council per una sovvenzione che gli consentisse di fare delle ricerche sul problema in questione; gli fu allora permesso di prendere parte all'Unità Ustionati della Glasgow Rovai Infirmary. Qui Medawar collaborò con il chirurgo scozzese Tom Gibson su omotrapianti ed autoinnesti; tenendo sotto controllo gli effetti di entrambi i tipi di trapianto su una giovane paziente epilettica che riportava estese ustioni su tutto il corpo, osservarono che gli omotrapianti subivano il rigetto come processo immunologico e pubblicarono i loro risultati in The fate of skin homografts in man.
A questo punto della ricerca, i due si interrogarono sull'impossibilità di effettuare trapianti tra individui della stessa specie e sul rapporto genetico tra donatore e ricevente: principale variabile che controlla il tempo di sopravvivenza dell'omotrapianto cutaneo. Iniziarono ad Oxford una serie di sperimentazioni su ceppi di conigli per dimostrare che gli anticorpi rappresentano gli agenti effettori del rigetto, ma, sebbene tutte le cause riconducessero all'immunità attiva, l'esperimento non andò a buon fine; le conclusioni di questi studi furono rese pubbliche in due saggi pubblicati nel Journal of Anatomy nel 1944: The behavior and fate of skin homografts in rabbits e A second study of the behaviour and fate of skin homografts in rabbit.

### L'immunità acquisita e il premio Nobel
(Frank M. Burnet)
Terminata la guerra, Peter Medawar e lo scienziato R. E. Billingham, studiarono per anni il comportamento dei melanociti; successivamente la loro ricerca fu reindirizzata agli ancora irrisolti misteri degli omotrapianti. Incoraggiati dalla lettura di The Production of Antibodies (1949) di Frank M. Burnet e Frank Fenner, concentrarono la loro attenzione su gruppi di gemelli bovini, omozigoti ed eterozigoti. Eseguirono trapianti incrociati di cute, scoprendo che abitualmente anche gemelli di sesso diverso (che non possono essere omozigoti) non subivano mai rigetti. La spiegazione di questi risultati arrivò con le scoperte di Ray D. Owen: prima della nascita dei gemelli bovini avviene uno scambio di precursori di globuli rossi, responsabile della tolleranza dei trapianti; le conclusioni furono esposte nelle pubblicazioni The use of skin grafting to distinguish between monozygotic and dizygotic twins in cattle (1951) e Tolerance to homografts (1952) nella rivista Heredity.
Nacque così il concetto di tolleranza acquisita attivamente, già intravisto teoricamente da Burnet. Medawar, Billingham e Brent cambiarono cavie passando ad esperimenti su ceppi di topi; dimostrarono che l'inoculazione in feti con cellule viventi di un futuro donatore rende i feti tolleranti agli omotrapianti effettuati in seguito con organi prelevati dagli stessi donatori. Trapiantando su un topo neonato di ceppo A un numero adeguato di cellule di milza di topo di ceppo B, osservarono che dopo qualche settimana il topo di ceppo A tratteneva indefinitamente il trapianto cutaneo di ceppo B, che altrimenti sarebbe stato rigettato. Il problema degli omotrapianti era allora risolvibile a livello teorico e queste scoperte incoraggiarono gli studi successivi al riguardo. Medawar ed i suoi collaboratori dimostrarono per la prima volta che gli antigeni responsabili dell'immunità ai trapianti possono essere estratti dalle cellule.
Annunciarono i loro risultati nel 1944 in una conferenza organizzata dalla Fondazione Ciba, ma fu soltanto nel 1953 che pubblicarono la scoperta in un breve articolo nella rivista Nature; per questi studi, nel 1960, Medawar fu insignito del Premio Nobel per la medicina con Burnet e ciò costituì l'apice della sua carriera, nonostante si sentì afflitto dal fatto che la distinzione non poté essere suddivisa in modo da includere anche Billingham e Brent.

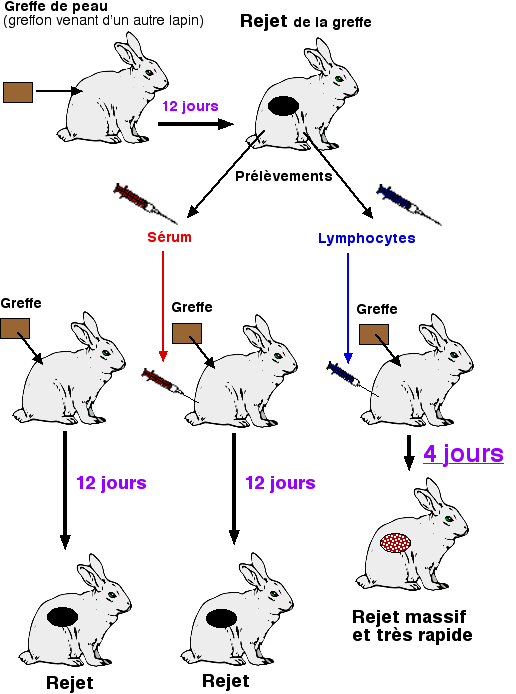
Esperimento di Medawar e Brent sulla tolleranza inducente

Lo stesso anno del Nobel, il direttore amministrativo del Medical Research Council, Sir Harold Himsworth, gli chiese di occupare la carica di Direttore del National Institute for Medical Research a Mill Hill, proposta che accettò non senza qualche esitazione. 
Quando Billingham partì per l'America, Brent e Medawar continuarono gli studi sulla tolleranza inducente nei conigli e sui rapporti fra reattività agli omotrapianti e reazioni di ipersensibilità di tipo ritardato; in tal contesto, l'attenzione si spostò dagli anticorpi umorali al linfocita sensibilizzato, supposto agente della risposta immunitaria; osservò che i linfociti presi da un organismo ed inoculati in un altro organismo della stessa specie, provocavano una reazione locale accompagnata da un'infiammazione ritardata. Ciò costituiva una manifestazione della reazione trapianto contro ricevente, scoperta alcuni anni prima da Billingham e Brent.

### Ultime ricerche
Stanco e debilitato dalla malattia, Medawar spostò il proprio interesse dall'immunologia alla ricerca sul cancro e, precisamente, all'immunopotenziamento ed all'affinità tra cellule embrionali e neoplasie. Continuò ad usare topi come cavie, questa volta alla ricerca di antigeni onco-fetali. Gli studi di questo periodo confermarono i lavori del Dr. Brian McMahon, Direttore del dipartimento di Epidemiologia nella Harvard School of Public Health: la gravidanza in giovane età conferisce protezione dal cancro mammario; seguì una collaborazione con McMahon, sempre rivolta alla ricerca di specifici antigeni.
L'attenzione di Medawar si spostò poi su alcuni ceppi di topi che furono immunopotenziati al Clinical Research Centre a seguito di una particolare dieta; ciò lo portò ad interessarsi alla vitamina A acetato ed all'interleuchina-2, in relazione a risposte immunitarie su tumori e trapianti.
Scrisse la sua ultima pubblicazione all'età di 66 anni e negli ultimi anni al Clinical Research Centre tenne a cuore la crescita di giovani colleghi, tra cui Eugene Lance ed Elizabeth Simpson, incoraggiando vivamente le loro ricerche.

## Altri interessi
Nonostante la ricerca sul trapianto di pelle impegnasse gran parte del suo tempo, Medawar non rinunciò ai suoi passatempi. 
Mantenne viva la propria passione per la filosofia e frequentò un'associazione, il Theoretical Biology Club; una volta fece anche in modo che il Club si riunisse al Magdalen College, dove fu presente Karl Popper, di cui Medawar era un grande ammiratore. Amava anche il cricket, sport che spesso praticava assieme al figlio Charles. Sviluppò anche una forte passione per la musica lirica, dato che crebbe di pari passo con l'industria discografica e la diffusione del grammofono, tanto che scrisse un accompagnamento musicale per Il mercante di Venezia; tale passione crebbe ancora maggiormente quando intraprese gli studi presso un collegio di Marlborough, dove strinse una grande amicizia con John Vincent Laborde Godefroy, con cui interpretò diverse opere.

## Scritti principali
- The Uniqueness of the Individual (1957)
- The Future of Man (1959)
- The Art of the Soluble (1967)
- Induction and Intuition in Scientific Thought (1968)
- The Hope of Progress (1972)
- The Life of Science (1977)
- Advice to a Young Scientist (1979)
- Aristotle to Zoos: A Philosophical Dictionary of Biology (1983), con la moglie Jean
- Pluto's Republic (1982)
- Memoirs of a Thinking Radish (1986)
- The Threat and the Glory (1990; postumo)
- The strange case of the spotted mice and other classic essays on science (1996; postumo)[48]